# Жигули (Псковская область)
Жигули — деревня в Куньинском районе Псковской области России. Входит в состав Пухновской волости.

## География
Расположена на берегу реки Черногузка (впадающей в Западную Двину), в 77 км к юго-востоку от районного центра, посёлка городского типа Кунья, и в 10 км к югу от бывшего волостного центра, деревни Долговица.

## Население
| 2001 | 2002 | 2010 |
| ---- | ---- | ---- |
| 31   | ↘24  | →24  |

Численность населения деревни по оценке на начало 2001 года составляла 31 житель.

## История
С января 1995 до декабря 2005 года деревня входила в бывшую Крестовскую волость, с января 2006 до апреля 2015 года — в состав ныне упразднённой Долговицкой волости.